# Esteban González Herrera
Esteban Eduardo González Herrera (Concepción, Chile, 22 de mayo de 1982) es un exfutbolista y entrenador chileno. Actualmente dirige a Coquimbo Unido de la Primera División de Chile.

## Trayectoria

### Como jugador

#### Inicios
Nacido en la ciudad de Concepción. Apodado como el "Chino", desde muy pequeño viajó al sur para realizar divisiones inferiores en Deportes Concepción debutó con el técnico paraguayo Sergio Nichiporuk club que en aquel año se encontraba en la Primera División de Chile, en el elenco lila en el torneo solo participó en 1 partido. El Apertura 2002 con el técnico Carlos González se convierte en uno de los pilares fundamentales de la defensa por el sector derecho, sin embargo en aquella temporada descienden a la Primera B de Chile. Sus grandes actuaciones lo llevaron nuevamente a Primera esta vez a Cobreloa en 2004. El 27 de junio de 2004, Cobreloa y la Universidad de Chile se enfrentaban en la final, el partido lo ganaba Cobreloa con un cabezazo de Luis Fuentes, pero un error del propio González, haría que la pelota entrará al arco de Carlos Ortega, cometiendo autogol y perjudicando a su equipo. El encuentro terminó 1 - 1 y se definió en tanda de penales, siendo Johnny Herrera el que definió el último penal para el campeonato de la U.
Aunque fue campeón del Clausura 2004 en la que Cobreloa ganó ante Unión Española.
Regresó a su club de origen Deportes Concepción con Óscar del Solar, en la temporada 2005 juega la mayoría de los encuentros a pesar de las dificultades económicas, los morados realizaron una buena temporada en dicho torneo, en la cual el equipo termina 4° en la tabla general.

#### Palestino y Deportes Puerto Montt
En 2006 es transferido a Palestino, en el equipo de colectividad árabe solo participa en 11 encuentros en aquella temporada y luego de una mala campaña, el equipo terminó jugando la liguilla de promoción ante Fernández Vial, derrotándolo en el global de 4-1 y logrando así el objetivo de quedarse en Primera División. Luego va a Deportes Puerto Montt En el 2007, en el Torneo de Torneo Apertura (que se jugó sin Play-Offs), termina en la 18.ª posición luego de una mala campaña. En el Torneo de Torneo Clausura, no mejoró mucho su rendimiento y obtuvo el 16º puesto en el torneo y 18º en la tabla acumulada (el antepenúltimo lugar), con lo que accedió a la Liguilla de Promoción en un triangular ante Santiago Morning y Deportes Copiapó, en la cual luego de 2 victorias como local y 2 derrotas como visita, se ubica en el 2º lugar del triangular tras Santiago Morning y desciende a la Primera B, luego de 5 años de estadía en la Primera División.

#### Rangers y posteriormente Unión Española
El Torneo Apertura 2008 va a Rangers El equipo comenzó el año 2008 con una regular campaña, además de ciertos problemas económicos. Pero en la segunda parte del año el rendimiento subió, llegando a estar en los primeros lugares de la tabla del torneo de clausura, clasificando a los playoffs como primero en su grupo. En cuartos de final dejó en el camino a Universidad Católica, pero en segunda ronda fue eliminado por Palestino, ya que consiguió un empate 2-2 en Talca y otro empate sin goles en Santiago, siendo favorecido el equipo árabe por los goles de visita. Después de su paso en el elenco talquino va a Chillán y se incorpora en la filas de Ñublense con el técnico Fernando Díaz. Participa en ambos torneos de esa temporada sin embargo tras la magra campaña de dicho técnico asumió interinamente el encargado de las series menores chillanejas, Ricardo Toro, logrando mantener la categoría a final de temporada. Posteriormente José Luis Sierra lo lleva a la Unión Española. En la primera mitad del torneo terminó quinto en la tabla con 25 puntos debajo de O'Higgins en el cuarto lugar con 26 puntos y sobre Unión San Felipe con la misma cantidad de puntos pero con menor diferencia de gol jugando 16 partidos Luego de terminar 5º en la tabla, el club clasifica a la Liguilla donde clasifica a Copa Libertadores en el torneo internacional participa en 4 partidos.

#### Universidad de Concepción y torneo internacional en Huachipato
El año 2012 va a Universidad de Concepción que tenía de técnico a Yuri Fernández, en el campanil juega 23 partidos y marca 4 goles. Luego va al norte para enrolarse en Deportes Antofagasta, en los pumas es titular indiscutido jugando todos los partidos en su paso por el norte logró convertir 4 tantos. El 2014 Mario Salas lo lleva a Huachipato en el club acerero juega cerca de 23 partidos y también la Copa Sudamericana 2014.

#### O'Higgins
En junio de 2015 se confirma su traspaso a O'Higgins por una temporada. A fines del 2016 finaliza su contrato en la institución celeste y no se le renueva el contrato.

### Como entrenador
En 2017 forma parte del equipo amateur conformado por Deportes Concepción para disputar el hexagonal regional del Bío-Bío, posteriormente es confirmado como su director técnico para la temporada 2018 en Tercera B. En su estadía en el León de Collao, consigue ascender al club primero a Tercera A y al año siguiente, a Segunda División, lo que significó el retorno de Deportes Concepción al fútbol profesional chileno tras su polémica desafiliación años atrás. Sin embargo, tras lograr apenas 1 triunfo y 7 puntos en 10 partidos en el campeonato 2020 y quedar a más de 15 puntos del líder, es despedido del cargo.
En septiembre de 2021 regresa a Deportes Concepción, esta vez como ayudante técnico del entrenador Óscar del Solar.En julio de 2022, renuncia a su cargo para unirse al cuerpo técnico de Fernando Díaz en Coquimbo Unido.En octubre de 2024, tras la salida de Díaz del banco, González queda a cargo del equipo de forma interina.

## Estadísticas

### Como jugador

#### Clubes
| Club | Div.          | Temporada     | Liga  | Liga  | Liga   | Regional(1) | Regional(1) | Regional(1) | Copas nacionales(2) | Copas nacionales(2) | Copas nacionales(2) | Torneos internacionales(3) | Torneos internacionales(3) | Torneos internacionales(3) | Total(4) | Total(4) | Total(4) | Media goleadora |
| Club | Div.          | Temporada     | Part. | Goles | Asist. | Part.       | Goles       | Asist.      | Part.               | Goles               | Asist.              | Part.                      | Goles                      | Asist.                     | Part.    | Goles    | Asist.   | Media goleadora |
| --- | ------------- | ------------- | ----- | ----- | ------ | ----------- | ----------- | ----------- | ------------------- | ------------------- | ------------------- | -------------------------- | -------------------------- | -------------------------- | -------- | -------- | -------- | --------------- |
| Deportes Concepción · Chile |               |               |       |       |        |             |             |             |                     |                     |                     |                            |                            |                            |          |          |          |                 |
| 1.ª | 2001          | 1             | 0     | 0     | —      | —           | —           | —           | —                   | —                   | —                   | —                          | —                          | 1                          | 0        | 0        | 0,00     |                 |
| 1.ª | 2002          | 23            | 1     | 4     | —      | —           | —           | 2           | 0                   | 0                   | —                   | —                          | —                          | 25                         | 1        | 4        | 0,04     |                 |
| 2.ª | 2003          | 26            | 2     | 8     | —      | —           | —           | —           | —                   | —                   | —                   | —                          | —                          | 26                         | 2        | 8        | 0,08     |                 |
| 1.ª | 2005          | 36            | 2     | 4     | —      | —           | —           | —           | —                   | —                   | —                   | —                          | —                          | 36                         | 2        | 4        | 0,06     |                 |
| 1.ª | 2017          | —             | —     | —     | 9      | 1           | 4           | —           | —                   | —                   | —                   | —                          | —                          | 9                          | 1        | 4        | 0,11     |                 |
| Total club | Total club    | 86            | 5     | 16    | 9      | 1           | 4           | 2           | 0                   | 0                   | 0                   | 0                          | 0                          | 97                         | 6        | 20       | 0,06     |                 |
| Cobreloa · Chile |               |               |       |       |        |             |             |             |                     |                     |                     |                            |                            |                            |          |          |          |                 |
| 1.ª | 2004          | 28            | 0     | 4     | —      | —           | —           | 1           | 0                   | 0                   | 4                   | 0                          | 0                          | 33                         | 0        | 4        | 0,00     |                 |
| Total club | Total club    | 28            | 0     | 4     | 0      | 0           | 0           | 1           | 0                   | 0                   | 4                   | 0                          | 0                          | 33                         | 0        | 4        | 0,00     |                 |
| Palestino · Chile |               |               |       |       |        |             |             |             |                     |                     |                     |                            |                            |                            |          |          |          |                 |
| 1.ª | 2006          | 21            | 0     | 2     | —      | —           | —           | 2           | 0                   | 0                   | —                   | —                          | —                          | 23                         | 0        | 2        | 0,00     |                 |
| Total club | Total club    | 21            | 0     | 2     | 0      | 0           | 0           | 2           | 0                   | 0                   | 0                   | 0                          | 0                          | 23                         | 0        | 2        | 0,00     |                 |
| Deportes Puerto Montt · Chile |               |               |       |       |        |             |             |             |                     |                     |                     |                            |                            |                            |          |          |          |                 |
| 1.ª | 2007          | 28            | 1     | 2     | —      | —           | —           | 1           | 1                   | 0                   | —                   | —                          | —                          | 29                         | 2        | 2        | 0,07     |                 |
| Total club | Total club    | 28            | 1     | 2     | 0      | 0           | 0           | 1           | 1                   | 0                   | 0                   | 0                          | 0                          | 29                         | 2        | 2        | 0,07     |                 |
| Rangers · Chile |               |               |       |       |        |             |             |             |                     |                     |                     |                            |                            |                            |          |          |          |                 |
| 1.ª | 2008          | 36            | 2     | 6     | —      | —           | —           | 2           | 1                   | 0                   | —                   | —                          | —                          | 38                         | 3        | 6        | 0,08     |                 |
| Total club | Total club    | 36            | 2     | 6     | 0      | 0           | 0           | 2           | 1                   | 0                   | 0                   | 0                          | 0                          | 38                         | 3        | 6        | 0,08     |                 |
| Ñublense · Chile |               |               |       |       |        |             |             |             |                     |                     |                     |                            |                            |                            |          |          |          |                 |
| 1.ª | 2009          | 31            | 1     | 3     | —      | —           | —           | —           | —                   | —                   | —                   | —                          | —                          | 31                         | 1        | 3        | 0,03     |                 |
| Total club | Total club    | 31            | 1     | 3     | 0      | 0           | 0           | 0           | 0                   | 0                   | 0                   | 0                          | 0                          | 31                         | 1        | 3        | 0,03     |                 |
| Unión Española · Chile |               |               |       |       |        |             |             |             |                     |                     |                     |                            |                            |                            |          |          |          |                 |
| 1.ª | 2010          | 16            | 0     | 1     | —      | —           | —           | 6           | 0                   | 1                   | —                   | —                          | —                          | 22                         | 0        | 2        | 0,00     |                 |
| 1.ª | 2011          | 28            | 1     | 4     | —      | —           | —           | 5           | 2                   | 1                   | 4                   | 0                          | 1                          | 37                         | 3        | 6        | 0,08     |                 |
| Total club | Total club    | 44            | 1     | 5     | 0      | 0           | 0           | 11          | 2                   | 2                   | 4                   | 0                          | 1                          | 59                         | 3        | 8        | 0,05     |                 |
| Universidad de Concepción · Chile |               |               |       |       |        |             |             |             |                     |                     |                     |                            |                            |                            |          |          |          |                 |
| 1.ª | 2012          | 23            | 0     | 1     | —      | —           | —           | 7           | 0                   | 1                   | —                   | —                          | —                          | 30                         | 0        | 2        | 0,00     |                 |
| Total club | Total club    | 23            | 0     | 1     | 0      | 0           | 0           | 7           | 0                   | 1                   | 0                   | 0                          | 0                          | 30                         | 0        | 2        | 0,00     |                 |
| Deportes Antofagasta · Chile |               |               |       |       |        |             |             |             |                     |                     |                     |                            |                            |                            |          |          |          |                 |
| 1.ª | 2013          | 17            | 2     | 4     | —      | —           | —           | —           | —                   | —                   | —                   | —                          | —                          | 17                         | 2        | 4        | 0,12     |                 |
| 1.ª | 2013-14       | 28            | 2     | 2     | —      | —           | —           | 2           | 0                   | 0                   | —                   | —                          | —                          | 30                         | 2        | 2        | 0,07     |                 |
| Total club | Total club    | 45            | 4     | 6     | 0      | 0           | 0           | 2           | 0                   | 0                   | 0                   | 0                          | 0                          | 47                         | 4        | 6        | 0,09     |                 |
| Huachipato · Chile |               |               |       |       |        |             |             |             |                     |                     |                     |                            |                            |                            |          |          |          |                 |
| 1.ª | 2014-15       | 22            | 1     | 1     | —      | —           | —           | 1           | 0                   | 0                   | 6                   | 0                          | 0                          | 29                         | 1        | 1        | 0,04     |                 |
| Total club | Total club    | 22            | 1     | 1     | 0      | 0           | 0           | 1           | 0                   | 0                   | 6                   | 0                          | 0                          | 29                         | 1        | 1        | 0,04     |                 |
| O'Higgins · Chile |               |               |       |       |        |             |             |             |                     |                     |                     |                            |                            |                            |          |          |          |                 |
| 1.ª | 2015-16       | 18            | 0     | 0     | —      | —           | —           | 9           | 0                   | 2                   | —                   | —                          | —                          | 27                         | 0        | 2        | 0,00     |                 |
| 1.ª | 2016          | 4             | 0     | 0     | —      | —           | —           | —           | —                   | —                   | —                   | —                          | —                          | 4                          | 0        | 0        | 0,00     |                 |
| Total club | Total club    | 22            | 0     | 0     | 0      | 0           | 0           | 9           | 0                   | 2                   | 0                   | 0                          | 0                          | 31                         | 0        | 2        | 0,00     |                 |
| Total carrera | Total carrera | Total carrera | 386   | 15    | 46     | 9           | 1           | 4           | 38                  | 4                   | 5                   | 14                         | 0                          | 1                          | 447      | 20       | 56       | 0,05            |
| (1) Incluye datos del Campeonato Regional de Fútbol (2017) (2) Incluye datos de la Liguilla de Promoción (2006-12); Liguilla Pre-Libertadores (2010-14); Liguilla Pre-Sudamericana (2002-16); Copa Chile (2008-15). (3) Incluye datos de la Copa Libertadores (2004-11); Copa Sudamericana (2014). (4) No incluye goles en partidos amistosos. |               |               |       |       |        |             |             |             |                     |                     |                     |                            |                            |                            |          |          |          |                 |

#### Selección
| Selección      | Temporada | Amistosos | Amistosos | Amistosos | Sudamérica | Sudamérica | Sudamérica | Mundial | Mundial | Mundial | Total | Total | Total  | Media goleadora |
| Selección      | Temporada | Part.     | Goles     | Asist.    | Part.      | Goles      | Asist.     | Part.   | Goles   | Asist.  | Part. | Goles | Asist. | Media goleadora |
| -------------- | --------- | --------- | --------- | --------- | ---------- | ---------- | ---------- | ------- | ------- | ------- | ----- | ----- | ------ | --------------- |
| Sub-23 · Chile | 2003      | 3         | 0         | 0         | —          | —          | —          | —       | —       | —       | 3     | 0     | 0      | 0,00            |
| Sub-23 · Chile | Total     | 3         | 0         | 0         | 0          | 0          | 0          | 0       | 0       | 0       | 3     | 0     | 0      | 0,00            |

#### Resumen estadístico
| Competición           | Partidos | Goles | Promedio | Asistencias | Promedio | Goles y asistencias | Promedio |
| --------------------- | -------- | ----- | -------- | ----------- | -------- | ------------------- | -------- |
| Primera División      | 360      | 13    | 0,04     | 38          | 0,11     | 51                  | 0,14     |
| Segunda División      | 26       | 2     | 0,08     | 8           | 0,31     | 10                  | 0,39     |
| Regional              | 9        | 1     | 0,11     | 4           | 0,44     | 5                   | 0,56     |
| Copas nacionales      | 38       | 4     | 0,11     | 5           | 0,13     | 9                   | 0,24     |
| Copas internacionales | 14       | 0     | 0,00     | 1           | 0,07     | 1                   | 0,07     |
| Selección Sub-23      | 3        | 0     | 0,00     | 0           | 0,00     | 0                   | 0,00     |
| Total                 | 450      | 20    | 0,04     | 56          | 0,12     | 76                  | 0,17     |

### Como entrenador
| Equipo                      | Div.                | Temporada           | Liga | Liga | Liga | Liga | Liga |    | Copa | Copa | Copa | Copa |   | Internacional | Internacional | Internacional | Internacional |   | Otros | Otros | Otros | Otros |    | Totales     | Totales | Totales | Totales | Totales | Totales | Totales | Totales | Totales |
| Equipo                      | Div.                | Temporada           | PD   | G    | E    | P    | Pos. | PD | G    | E    | P    | PD   | G | E             | P             | PD            | G             | E | P     | PD    | G     | E     | P  | Rendimiento | GF      | GC      | Dif.    |         |         |         |         |         |
| --------------------------- | ------------------- | ------------------- | ---- | ---- | ---- | ---- | ---- | -- | ---- | ---- | ---- | ---- | - | ------------- | ------------- | ------------- | ------------- | - | ----- | ----- | ----- | ----- | -- | ----------- | ------- | ------- | ------- | ------- | ------- | ------- | ------- | ------- |
| Deportes Concepción · Chile | 5.ª                 | 2018                | 38   | 22   | 6    | 10   | 2.º  | -  | -    | -    | -    | -    | - | -             | -             | -             | -             | - | -     | 38    | 22    | 6     | 10 | 63.15%      | 64      | 39      | +25     |         |         |         |         |         |
| Deportes Concepción · Chile | 4.ª                 | 2019                | 34   | 19   | 6    | 8    | 2.º  | 1  | 0    | 0    | 1    | -    | - | -             | -             | -             | -             | - | -     | 35    | 19    | 6     | 9  | 60%         | 49      | 42      | +7      |         |         |         |         |         |
| Deportes Concepción · Chile | 3.ª                 | 2020                | 8    | 1    | 2    | 5    | Inc. | -  | -    | -    | -    | -    | - | -             | -             | -             | -             | - | -     | 8     | 1     | 2     | 5  | 20.83%      | 6       | 11      | -5      |         |         |         |         |         |
| Deportes Concepción · Chile | Total               | Total               | 81   | 42   | 14   | 23   |      | 1  | 0    | 0    | 1    | -    | - | -             | -             | -             | -             | - | -     | 82    | 42    | 14    | 24 | 56.91%      | 119     | 92      | +27     |         |         |         |         |         |
| Coquimbo Unido · Chile      | 1.ª                 | 2024                | 3    | 2    | 1    | 0    | 8.°  | -  | -    | -    | -    | -    | - | -             | -             | -             | -             | - | -     | 3     | 2     | 1     | 0  | 77.78%      | 4       | 1       | +3      |         |         |         |         |         |
| Coquimbo Unido · Chile      | 1.ª                 | 2025                | 20   | 14   | 5    | 1    | -    | 10 | 4    | 3    | 3    | -    | - | -             | -             | -             | -             | - | -     | 30    | 18    | 8     | 4  | 68.89%      | 49      | 23      | +26     |         |         |         |         |         |
| Coquimbo Unido · Chile      | Total               | Total               | 23   | 16   | 6    | 1    | -    | 10 | 4    | 3    | 3    | -    | - | -             | -             | -             | -             | - | -     | 33    | 20    | 9     | 4  | 69.7%       | 53      | 24      | +29     |         |         |         |         |         |
| Total en su carrera         | Total en su carrera | Total en su carrera | 104  | 58   | 20   | 24   | -    | 11 | 4    | 3    | 4    | -    | - | -             | -             | -             | -             | - | -     | 115   | 62    | 23    | 28 | 60.58%      | 172     | 116     | +56     |         |         |         |         |         |
| 1.                          |                     |                     |      |      |      |      |      |    |      |      |      |      |   |               |               |               |               |   |       |       |       |       |    |             |         |         |         |         |         |         |         |         |

#### Resumen estadístico
| Competición                           | Partidos | Ganados | Empatados | Perdidos | %      | Resultado        |
| ------------------------------------- | -------- | ------- | --------- | -------- | ------ | ---------------- |
| Tercera División B de Chile           | 38       | 22      | 6         | 10       | 63.15% | Subcampeón       |
| Tercera División A de Chile           | 34       | 19      | 6         | 8        | 61.76% | Subcampeón       |
| Segunda División Profesional de Chile | 8        | 1       | 2         | 5        | 20.83% | 11.º lugar       |
| Primera División de Chile             | 23       | 16      | 6         | 1        | 78.27% | 8.º lugar        |
| Copa Chile                            | 11       | 4       | 3         | 4        | 45.45% | Cuartos de final |
| TOTAL                                 | 115      | 62      | 23        | 28       | 60.58% | Sin Títulos      |

## Palmarés

### Campeonatos nacionales
| Título                    | Club           | País  | Año    |
| ------------------------- | -------------- | ----- | ------ |
| Primera División de Chile | Cobreloa       | Chile | 2004-C |
| Liguilla Pre-Libertadores | Unión Española | Chile | 2010   |
| Liguilla Pre-Sudamericana | O'Higgins      | Chile | 2016   |